# Jeff Zimbalist
Jeffrey Leib Nettler Zimbalist (nascut el 15 d'agost de 1978 a Northampton (Massachusetts)) és un cineasta estatunidenc.
Ha estat finalista de l'Acadèmia, ha guanyat un Peabody i 3 premis Emmy, amb 11 nominacions als Emmy. Dirigeix una productora anomenada All Rise Films.

## Primers de la vida
Jeff Zimbalist va créixer a l'oest de Massachusetts, assistint a la Northampton High School. Va jugar a beisbol, a futbol i va fer esquí competitiu. Va rebre la seva llicenciatura a la Brown University a Providence, Rhode Island.

## Carrera
Les pel·lícules de Jeff Zimbalist s'han mostrat a Netflix, HBO, Apple, ESPN, Fox, Showtime, CBS i s'exhibeix al cinema. Ha fet treballs comercials per a Gatorade, Pepsi, DirectTV, Red Bull, Verizon i la NFL.
Com a director, director de fotografia i editor, l'obra de Zimbalist també ha estat presentada en una retrospectiva al Big Sky Film Festival, al Museum of the Moving Image de Nova York, al Museu d'Art Contemporani de Chicago, al High Museum of Art d'Atlanta, al Museu d'Art de Brooklyn, al Museu d'Art Contemporani de Massachusetts, al Museum of Fine Arts, Boston i a l'Institut d'Art Contemporani de Londres.

### Favela Rising- 2005
Juntament amb Matt Mochary, Jeff va guanyar el premi al millor cineasta emergent al Festival de Cinema de Tribeca de 2005 per la seva pel·lícula Favela Rising. Favela Rising també va obtenir una nominació a l'Emmy 2006 per a Zimbalist, va ser nomenada pel·lícula de l'any de l'International Documentary Association de 2005, va ser preseleccionada per a l'Premi Oscar a la millor pel·lícula documental el 2005, i va guanyar 36 premis del Festival Internacional de Cinema, inclòs el millor documental als festivals internacionals de cinema de Sydney i Leeds. La pel·lícula segueix la vida d'Anderson Sa a través de les faveles de Rio de Janeiro en el seu intent d'utilitzar la música afro-reggae per oferir una sortida positiva als residents d'un entorn perillós. La pel·lícula va ser distribuïda per Thinkfilm i HBO Documentary Films a Amèrica del Nord i es va estrenar en cinemes a 16 països, inclòs per l'Institut d'Art Contemporani del Regne Unit.

### The Two Escobars- 2010
El 2010, Disney/ESPN Films van llançar The Two Escobars que Jeff va dirigir i produir amb el seu germà Michael Zimbalist. Jeff també es va acreditar com a director de fotografia i editor. La pel·lícula va ser nominada a un altre Emmy i va ser una selecció oficial al Festival Internacional de Cinema de Canes, al Festival de Cinema de Tribeca, al Festival de Cinema de Los Angeles i a l'IDFA International Film Festival. El 2011, el guió de Jeff i Michael Zimbalist per The Two Escobars va ser nominat com a millor guió de no ficció pel Writers Guild of America i va ser nomenat Documental de l'Any 2010 juntament amb The Tillman Story per Sports Illustrated.De les més de 150 pel·lícules guanyadores dels premis l'Acadèmia i de la sèrie guanya dora de l'Emmy 30 for 30, el New York Post i Vulture van classificar The Two Escobars com la millor. El 2019, The Hollywood Reporter va classificar el programa com la 5a millor sèrie de televisió de la dècada darrere de Breaking Bad, Mad Men, Rectify, i Parks and Recreation. Els Zimbalists van compartir el premi Peabody 2011 amb aquest aprimer temporada de 30 for 30 d'ESPN.
Ja que, a més de produir altres pel·lícules 30 for 30, els germans Zimbalist també han dirigit dues entrades més a la sèrie 30 for 30, com Arnold's Blueprint amb Arnold Schwarzenegger i Youngstown Boys, amb el membre del saló de la fama Jim Brown, que va guanyar un Emmy el 2014.
The Two Escobars també va guanyar el Premi Radio Exterior de España al millor documental a la XVII Mostra de Cinema Llatinoamericà de Catalunya.

### Pelé / Loving Pablo- 2011 to 2017
Zimbalist va dirigir The Greatest Love Story Ever Told sobre la indústria cinematogràfica de Bollywood a l'Índia, produïda pel guanyador de l'Acadèmia Shekhar Kapur, que es va estrenar al Festival Internacional de Cinema de Canes el 2011 i va ser distribuït en teatres internacionalment per Wild Bunch. El 2014 els germans Zimbalist van escriure i dirigir un llargmetratge amb guió sobre els primers anys de la llegenda del futbol Pelé per a Imagine Entertainment amb la producció del guanyador de l'Acadèmia Brian Grazer i una partitura original del guanyador de l'Oscar A.R. Rahman. Pelé: Birth of a Legend es va distribuir a cinemes d'arreu del món. Pelé va assistir en persona a les estrenes al Festival de Canes i al Festival de Tribeca. Zimbalist també va escriure i produir Loving Pablo protagonitzada per Javier Bardem i Penelope Cruz, que es va estrenar a la Mostra Internacional de Cinema de Venècia i al Festival Internacional de Cinema de Toronto i va ser llançat per Universal Studios.

### Momentum Generation/Nossa Chape/Give Us This Day- 2018
El mateix any, Zimbalist va guanyar un Emmy i un Premi del Públic al Festival de Cinema de Tribeca juntament amb altres 25 premis de festivals de cinema internacionals, 5 Premis d'Or de Cinema i TV de Nova York i el Gran Premi, i dues nominacions als Emmy pel seu documental Momentum Generation, protagonitzada per Kelly Slater i Rob Machado i amb producció executiva de Robert Redford, i va estrenar Nossa Chape al SxSw Film Festival. Nossa Chape es va estrenar als cinemes als EUA l'1 de juny de 2018 per Fox amb una introducció de Dwayne "The Rock" Johnson i es va emetre durant la Copa del Món a Fox el 23 de juny de 2018. Té una puntuació de Rotten Tomatoes del 92%. Nossa Chape va guanyar el premi a la millor pel·lícula als premis de cinema de Los Angeles 2018, on Momentum Generation va guanyar el premi a la millor pel·lícula inspiradora, i el documental del seu germà Give Us This Day, produïda per Vince Vaughn, que segueix 3 agents de policia i 3 residents a la ciutat amb la taxa d'homicidis més alta dels EUA, va guanyar el premi l'honor al millor director. Give Us This Day també va guanyar 4 medalles als New York Film & TV Awards. També el 2018, Jeff va llançar la sèrie Phenoms a Fox Sports.

### SèriesReMastered/Heist/The Line- 2019 a 2021
El 2019, Zimbalist va crear i va ser showrunner de la sèrie documental d'investigació musical de Netflix, guanyadora d'un Emmy, ReMastered, produïda per Irving Azoff. La sèrie va incloure episodis de Bob Marley, Johnny Cash, Robert Johnson, Run DMC i altres, amb aparicions de Quincy Jones i Russell Simmons, i un episodi dirigit per la guanyadora de l'Oscar Barbara Kopple. ReMastered va ser nominat a 6 Emmys, va guanyar un Emmy al Millor Documental d'Arts i Cultura per The Lion's Share, va ser nominat a un premi NAACP per The Two Killings of Sam Cooke, i va encapçalar els documentals de Netflix més ben valorats del 2019 amb l'episodi Who Shot The Sheriff. David Browne va escriure a Rolling Stone, "Obrint els ulls, els reportatges complets aporten una visió fresca de contes i mites que pensàvem conèixer.". L'episodi Who Killed Jam Master Jay? va assenyalar dos sospitosos com els probables culpables de l'assassinat no resolt del raper 15 anys abans. Un any després de l'estrena de ReMastered, la policia de Nova York va arrestar els dos homes indicats a l'episodi.
El 2021, Zimbalist va ser coproductor executiu de la sèrie Heist de Dirty Robber, que es va publicar a Netflix i es va classificar entre els 10 millors de Netflix arreu del món i als Estats Units el juliol del 2021. Zimbalist també va dirigir i produir executiu de la sèrie The Line de Jigsaw per a Apple TV+.

## Obra de caritat
Jeff ha produït documentals de desenvolupament i assessorat per a clients als Estats Units, Àsia del Sud, Àfrica i Amèrica Llatina, com ara la Fundació Ford, el Banc Mundial, la Fundació Templeton, el Banc Interamericà de Desenvolupament, el PNUD i diverses organitzacions internacionals de serveis sense ànim de lucre. És un becari del Consell Cultural de l'Estat de Massachusetts, un becari de Cinereach, un beneficiari de la beca Rainin de la San Francisco Film Society, un beneficiari de la beca LEF i una beca de la Ford Foundation.
Jeff ensenya a la New York Film Academy i als tallers fotogràfics de Maine.
Jeff ha fet feina de filantropia per a Amigos de las Américas, una organització amb la qual treballa com a voluntari des que era adolescent.